# Jakob Guttmann
Jakob Guttmann, Jacob Guttmann (ur. 22 kwietnia 1845 w Bytomiu, zm. 29 września 1919 we Wrocławiu) – niemiecki rabin i filozof.
Syn bytomskiego kupca Mosesa. W 1861 wstąpił do wrocławskiego Żydowskiego Seminarium Teologicznego, studiował też filozofię na Uniwersytecie Wrocławskim, kończąc ją w 1868 obroną doktoratu poświęconego filozofii Kartezjusza i Spinozy. W 1874 został rabinem w Hildesheim, a od 1892 był rabinem liberalnej gminy żydowskiej we Wrocławiu. W 1910 r. wybrano go na przewodniczącego Związku Rabinów w Niemczech, które to stanowisko piastował do 1919 r. Prowadził także aktywne prace naukowe, specjalizując się w badaniu twórczości średniowiecznych teologów i filozofów żydowskich (m.in. Dauda, Saadja ben Josefa i Majmonidesa) i ich wpływowi na poglądy ówczesnych chrześcijańskich filozofów. Od 1911 przewodniczył Towarzystwu Popierania Nauki Żydowskiej.
Był mężem Beate z domu Simonsen, miał syna Juliusa, który również został filozofem.
Pochowany został na cmentarzu żydowskim przy ul. Ślężnej.
Publikacje J. Guttmanna:
- Die Religionsphilosophie des Abraham ibn Daud aus Toledo. Göttingen 1879.
- Die Religionsphilosophie des Saadja. Göttingen 1882 (Online, Online, Online).
- Die Philosophie des Salomon ibn Gabirol. Göttingen: Vandenhoeck & Ruprecht 1889, Repr. Hildesheim: Olms 1979 (Online)
- Das Verhältnis des Thomas von Aquino zum Judentum und zur jüdischen Literatur. Göttingen 1891 (Online)
- Die Beziehungen des Johannes Duns Scotus zum Judenthum. In: Monatsschrift für Geschichte und Wissenschaft des Judentums 38/1 (1893), s. 26–39. (Online)
- Über Dogmenbildung im Judenthum. Vortrag. Hrsg. vom Verein für jüdische Geschichte und Literatur zu Breslau. Breslau, Wilh. Jacobsohn & Co., 1894
- Über einige Theologen des Franziskanerordens und ihre Beziehungen zum Judenthum. In: Monatsschrift für Geschichte und Wissenschaft des Judentums 40/7 (1896), s. 314–329. (Online)
- Die Scholastik des 13. Jahrhunderts in ihren Beziehungen zum Judentum und zur jüdischen Literatur. Breslau 1902 (Online, Online)
- hg. mit W. Bacher: Moses Ben Maimon, sein Leben, seine Werke und sein Einfluss. Leipzig: Fock 1908 (Online)
- Die religionsphilosophischen Lehren des Isaak Abravanel. Breslau: Marcus 1916 (Online)
- Fest- u. Sabbatpredigten. Hrsg. v. Julius Guttmann, Frankfurt am Main: J. Kauffmann 1926.
- Festschrift zum 70. Geburtstag. Online, Leipzig: Fock 1915.